# النگ

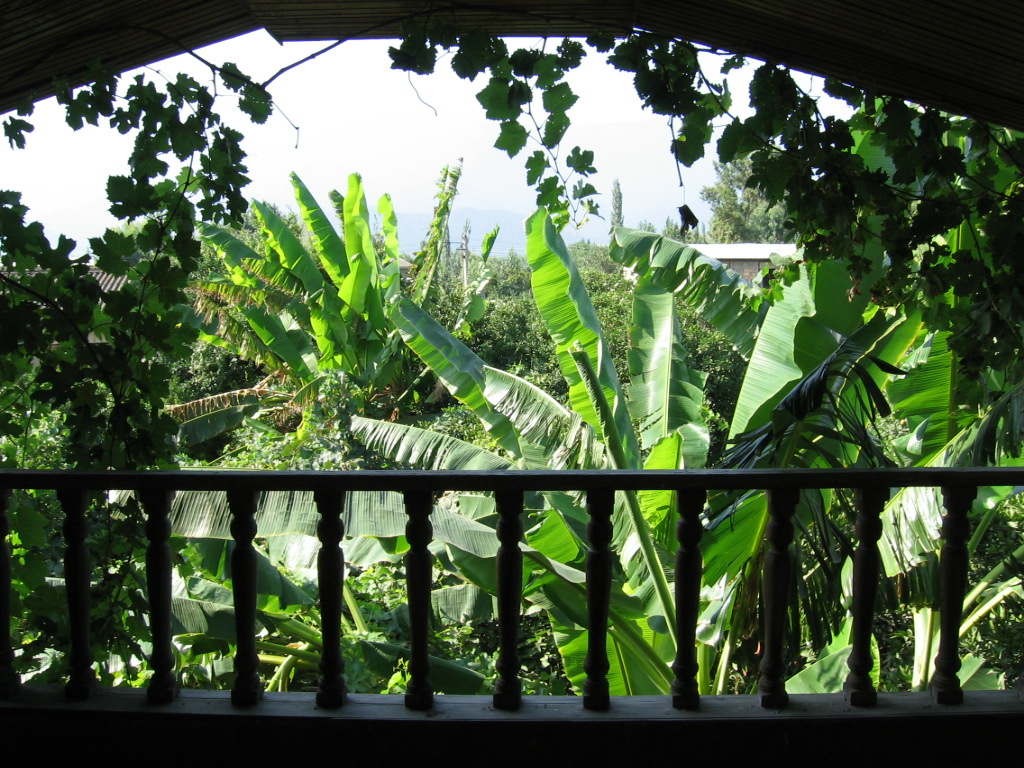
نمایی از روستای سر سبز النگ

اَلنگ (Alang) روستایی در دهستان سدن رستاق غربی بخش مرکزی شهرستان کردکوی استان گلستان ایران است. 

## جغرافیا
این روستا در سه کیلومتری جاده کردکوی به طرف گرگان، در سمت راست قرار دارد.
طی سالیان این روستا دو بار بر اثر بلایای طبیعی کاملاً ویران شده و هم‌اکنون سومین باری است که بازسازی شده‌است.

## جمعیت
بر پایه سرشماری عمومی نفوس و مسکن در سال ۱۳۹۵ جمعیت این مکان ۳٬۲۱۸ نفر (۱٬۰۹۴خانوار) بوده‌است.